# Rukomet na OI 1936.
Rukomet na Olimpijskim igrama u Berlinu 1936. uključivao je natjecanja samo u muškoj konkurenciji. To je bilo prvi puta da je rukomet uključen u olimpijski program.

## Osvajači medalja

### Muški
| Zlato | Srebro | Bronca |
| --- | --- | --- |
| Njemačka Karl Kreutzberg Arthur Knautz Willi Bandholz Hans Keiter Wilhelm Brinkmann Rudolf Stahl Fritz Spengler Erich Hermann Günter Ortmann Wilhelm Baumann Fritz Fromm Heinz Körvers Wilhelm Muller Georg Dascher Kurt Dossin Hermann Hansen Edgar Reinhardt Hans Theilig Helmut Berthold Alfred Kringler Helmut Braselmann Heinrich Keimig | Austrija Friedrich Maurer Franz Brunner Friedrich Wurmböck Siegfried Purner Johann Zehetner Johann Houchka Franz Bistricky Franz Berghammer Walter Reisp Ferdinand Kiefler Anton Perwein Alois Schnabel Franz Bartl Johann Tauscher Otto Licha Emil Juracka Leopold Wohlrab Jaroslav Volak Alfred Schmalzer Ludwig Schubert Josef Kreci Siegfried Powolny | Švicarska Eduard Schmid Erland Herkenrath Erich Schmitt Rolf Fäs Max Streib Robert Studer Rudolf Wirz Georg Mischon Ernst Hufschmid Willy Hufschmid Eugen Seiterle Max Blosch Werner Scheurmann Willy Schafer Willy Gyst Werner Meyer Burkhard Gantenbein |